# Iglesia de Santa María Virgen (Ayston)
La Iglesia de Santa María Virgen es una iglesia anglicana redundante en el pueblo de Ayston, Rutland, Inglaterra. Está registrado en la Lista del Patrimonio Nacional de Inglaterra como un edificio de Grado designado II*, y está bajo el cuidado del Fideicomiso de Conservación de Iglesias.

## Historia
La iglesia data del siglo XII, y gran parte de su tejido sobreviviente es del siglo XIII. El material más antiguo, que data del siglo XII, está en la esquina noroeste de la iglesia. El pasillo norte y la galería se construyeron en el siglo XIII, seguido por el pasillo sur, que probablemente fue reconstruido y ampliado en el siglo siguiente. La torre también fue construida en el siglo XIV, y por esta época se añadió el triforio. En el siglo XV se reconstruyó el presbiterio, se insertaron nuevas ventanas en el pasillo sur y se construyó el porche. A principios del siglo XXI, el tamaño de la congregación que rendía culto en la iglesia había disminuido y se consideraba que ya no era sostenible. El último servicio regular en la iglesia se celebró en 2012. La iglesia fue declarada redundante el 1 de junio de 2012, y conferida al Fideicomiso de Conservación de Iglesias el 10 de abril de 2014.

## Arquitectura
St Mary's está construida en piedra de escombro y tiene techos de tejas. Consiste en una nave con un triforio, pasillos norte y sur, un presbiterio, un porche sur y una torre oeste. La torre tiene contrafuertes en las esquinas, aberturas de campana emparejadas y un parapeto asediado. Su ventana oeste contiene una traza en Y decorada. En el pasillo norte hay una ventana lanceta. Las otras ventanas son de estilo perpendicular; a lo largo de los pasillos y el triforio tienen dos o tres luces, y la ventana este tiene cinco luces.
En el interior de la iglesia, las arcadas se llevan sobre pilares circulares; la arcada norte tiene arcos de cabeza redonda, y los arcos de la arcada sur son puntiagudos. En el muro norte del coro hay un aumento, y en el muro sur hay una piscina. En la nave hay bancos de caja del siglo XVIII, y una fuente sobre un pedestal. En las paredes hay restos de pinturas murales, incluyendo un escudo real sobre el arco del presbiterio, y alguna decoración floral en el muro norte de la nave. En el pasillo norte hay un monumento gastado con las efigies de un caballero y una dama. Una de las ventanas en el pasillo sur contiene unos vitrales del siglo XV. El órgano de tubos tiene un solo manual, y fue hecho alrededor de 1890 por W.R.Andrés. Hay un anillo de cuatro campanas, la más antigua data de aproximadamente 1365 y las otras de aproximadamente 1550, de 1626 y de 1877.